# Martin Duffy (réalisateur)
Pour les articles homonymes, voir Martin Duffy et Duffy.
Martin Duffy est un réalisateur irlandais né le 25 août 1952 à Dublin.

## Filmographie
Sauf indication contraire, les informations mentionnées dans cette section peuvent être confirmées par la base de données cinématographiques IMDb,  présente dans la section « Liens externes ».

### Monteur

#### Cinéma
- 1983 : Brontë de Delbert Mann
- 1984 : Samuel Beckett: Silence to Silence de Seán O'Mórdha
- 1985 : Sheila (court métrage) de Alan Gilsenan
- 1988 : The Road to God Knows Where de Alan Gilsenan
- 1988 : The Dubliners' Dublin de Ronnie Drew
- 1990 : Hush-a-Bye Baby (en) de Margo Harkin
- 1994 : The Bishop's Story de Bob Quinn
- 2002 : The Ghost of Roger Casement de Alan Gilsenan
- 2010 : Komeda: A Soundtrack for a Life de Claudia Buthenhoff-Duffy

#### Séries télévisées
- 1983 : Caught in a Free State (en)
- 1985 : The Price

### Réalisateur

#### Cinéma
- 1996 : The Boy from Mercury (en)
- 1999 : La Mémoire volée (The Bumblebee Flies Anyway)
- 2000 : Petits miracles (en) (The Testimony of Taliesin Jones)
- 2008 : Summer of the Flying Saucer (en)

### Scénariste

#### Cinéma
- 1988 : The Dubliners' Dublin de Ronnie Drew
- 1996 : The Boy from Mercury (en) de lui-même

#### Télévision

##### Séries télévisées
- 2003 : Altair in Starland
- 2005-2006 : The Island of Inis Cool
- 2021 : The Muscleteers (3 épisodes)
- 2021 : The Drag and Us (5 épisodes)

##### Téléfilms
- 1981 : Men of Consequence de Barry Kelly
- 2000 : St. Patrick: The Irish Legend (en) de Robert Hughes